# Syneches pyramidatus
Syneches pyramidatus är en tvåvingeart som beskrevs av Mario Bezzi 1905. Syneches pyramidatus ingår i släktet Syneches och familjen puckeldansflugor. Inga underarter finns listade i Catalogue of Life.